# Петровка (Акимовский район)
Петро́вка (укр. Петрівка) — село,
Чорноземненский сельский совет,
Акимовский район,
Запорожская область,
Украина.
Код КОАТУУ — 2320387005. Население по переписи 2001 года составляло 441 человек .

## Географическое положение
Село Петровка находится на правом берегу реки Большой Утлюк, ниже по течению на расстоянии в 2,5 км расположено село Вязовка. Река в этом месте извилистая, на ней сделана запруда.

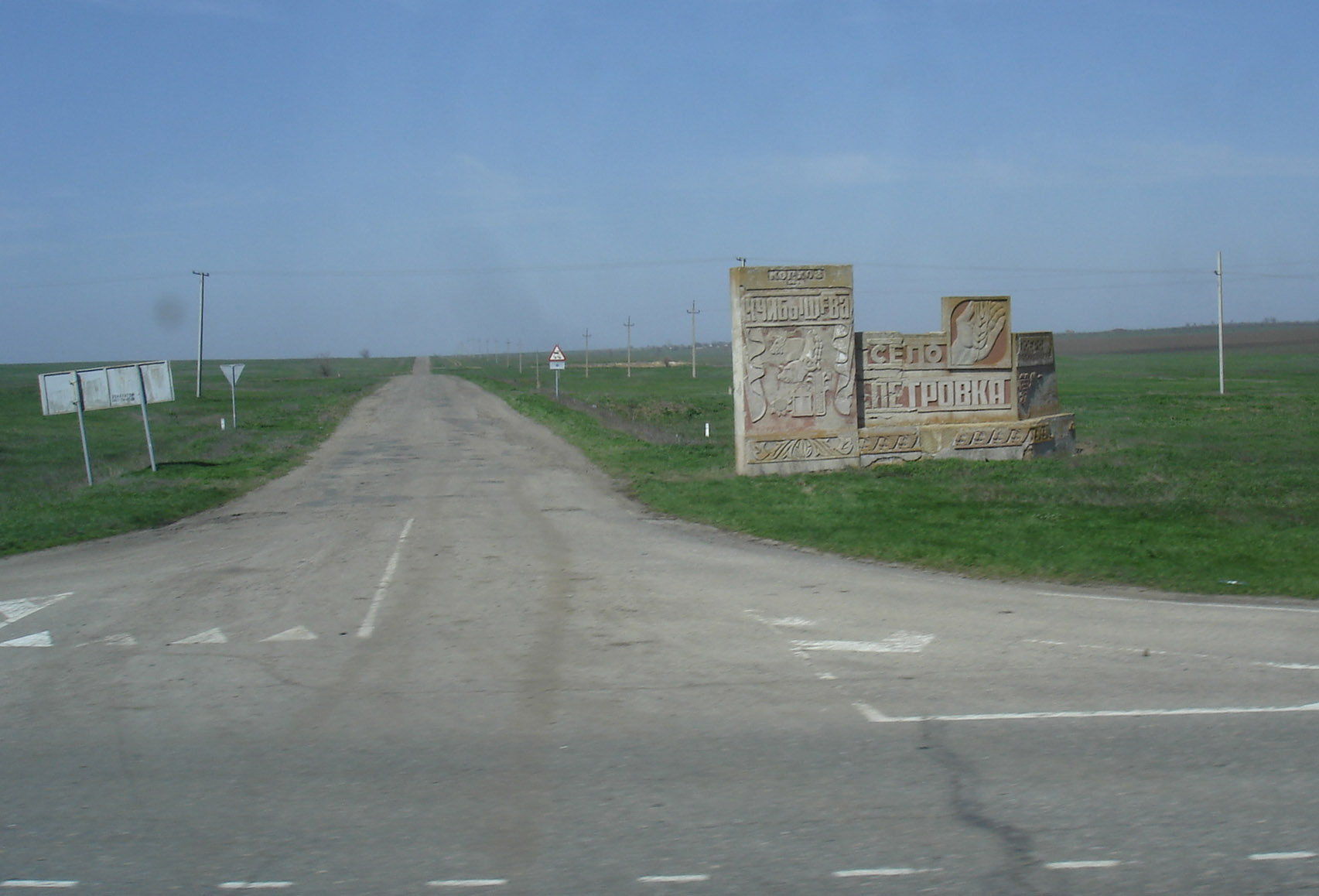
Петровка на автодороге М-14

## История
- 1841 — дата основания.

Село было основано крестьянами-переселенцами из Сумского уезда Харьковской губернии.